# 에리스타비

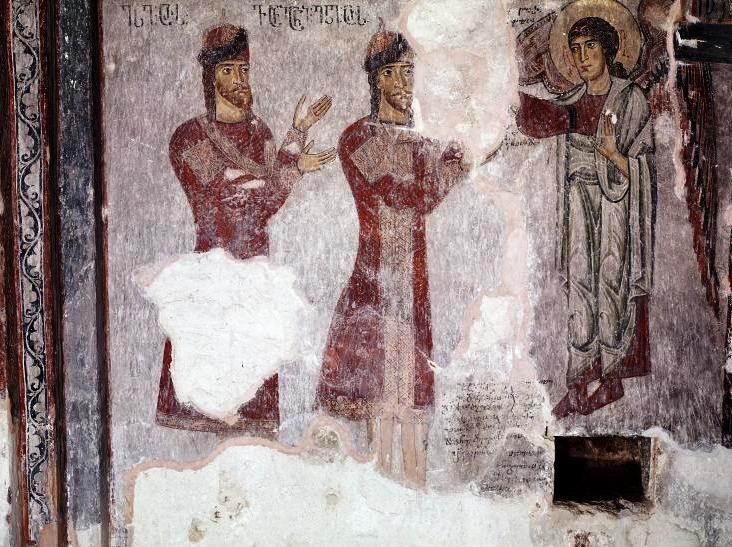
에리스타비를 그려놓은 11세기 프레스코

에리스타비(조지아어: ერისთავი, 축어. "사람들의 대표", 영어: Eristavi)는 조지아의 봉건 관리직으로, 비잔티움 제국의 스트라테고스와 거의 동등했으며 영어로는 통상적으로 "공작"이라고 번역됐다. 조지아의 귀족 서열 분류 체계에서, 에리스타비는 제3위 왕자의 지위였고 광대한 지방의 통치자였다. 그 칭호의 보유자들은 '기치'를 지닌 직무상의(ex officio) 군사 지휘관들로, 다른 사람들과 특별히 구별되는 복장과, 고리 장식, 허리띠, 창으로 두르고 특별한 품종의 말을 탔다.
몇몇 고위 에리스타비들에게는 에리스타브트-에리스타비(ერისთავთ-ერისთავი), 예를 들면, "공작들의 공작"이라는 칭호가 있었지만, 그 칭호의 보유자가 그 보다 하위의 어떠한 에리스타비도 둘 성 싶지 않았다. 에리스타바리(ერისმთავარი, 축어. "사람들의 장", Eristavari)는 이베리아(조지아)의 이전-바그라티오니 통치자에게 주로 수여된 같은 칭호였고 후일에 에리스타비와 교대로 사용되었다. 그 칭호는 조지아의 4 귀족 가문들의 성씨 기원이 되었는데, 그 성씨는 19세기 러시아의 통치 하에 분명해 졌다. 러시아의 에리스토프 왕자를 그 문중 사람으로 보기 쉽지만 에리스타비가 기원은 아니다.

## 에리스타비 가문들
겔로바니, 고비아리, 구리아의 에리스타비, 구아람조, 네르시아니조, 다디아니, 라차의 에리스타비, 리파리테비, 바르다니시제, 수라멜리, 셰르바시제, 아바자스제, 아부세리스제, 아르그비의 에리스타비, 자켈리, 초르차넬리, 초스로이아니조, 카카베로제, 크사니의 에리스타비, 토르니키오스, 파나스케르텔리

## 참고 자료
- (조지아어) Djavakhishvili, I. (1928) History of Georian law. Book 2. volume 1. Tbilisi.
- (조지아어) GSE, (1979) volume 4, page 192, Tbilisi.